# Вулиця Миколи Рябовола
Ву́лиця Миколи Рябовола — вулиця в Голосіївському районі міста Києва, місцевість Віта-Литовська. Пролягає від Любомирської вулиці до вулиці Максима Славинського.

## Історія
Вулиця виникла у 2010-х роках під проектною назвою Проектна 12989. Сучасна назва на честь українського політичного діяча на Кубані Миколи Рябовола — з 2017 року.